# باتريك غروبر
باتريك غروبر (بالإيطالية: Patrick Gruber)‏ هو متسابق على الجليد بمزلاجة إيطالي، ولد في 31 يناير 1978 في بولسانو في إيطاليا.

## وصلات خارجية
- باتريك غروبر على موقع FIL (الإنجليزية)
- باتريك غروبر على موقع اللجنة الأولمبية الدولية (الإنجليزية)
- باتريك غروبر على موقع أوليمبيديا (الإنجليزية)